# HTC Dream

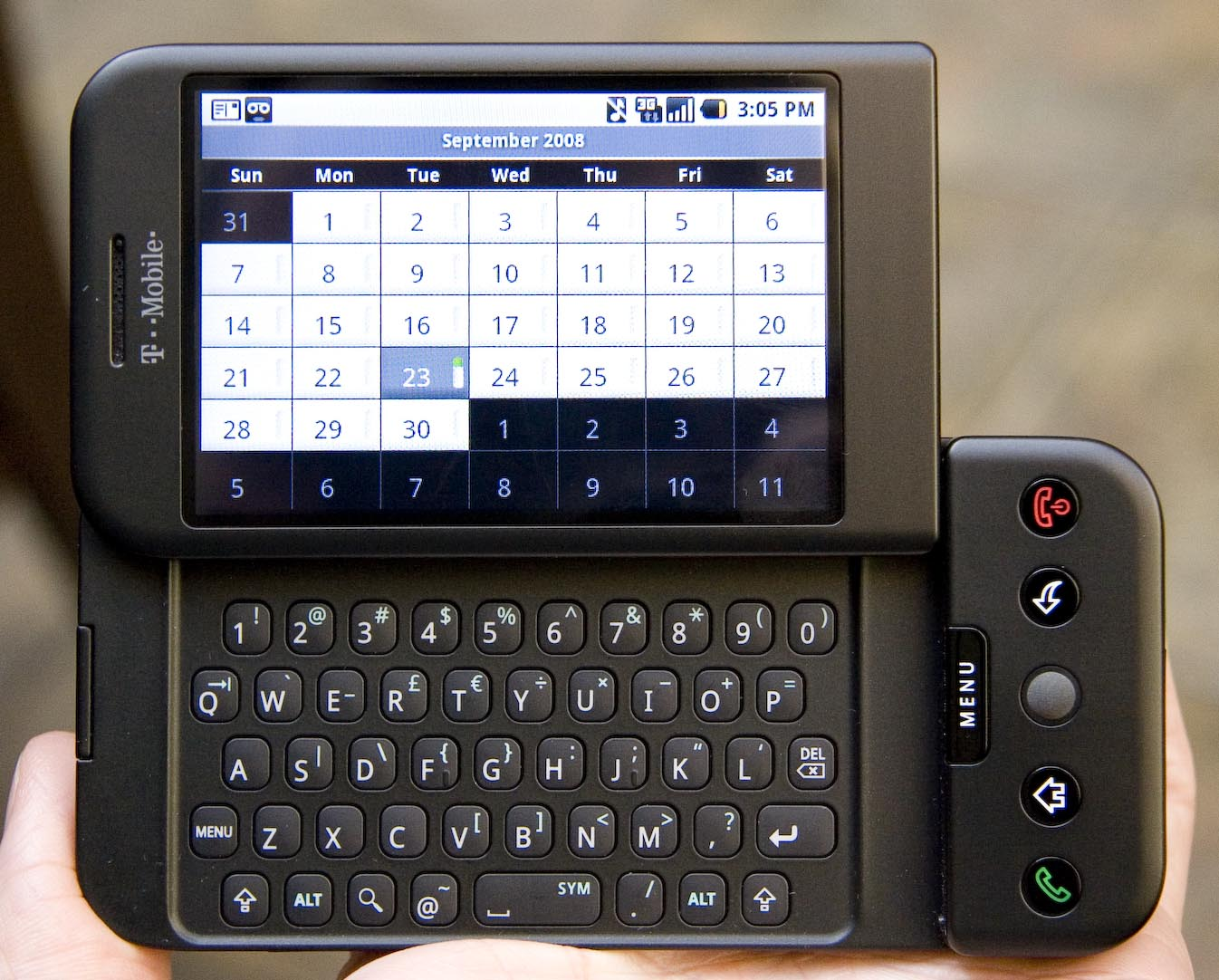
Android 1.0を搭載したT-Mobile G1

HTC Dreamは、台湾のHTC社によって製造された携帯電話機である。アメリカの移動体通信事業者であるT-Mobile USから2008年10月22日にアメリカでT-Mobile G1として発売された。

## 概要
HTC Dreamは、米Google社が開発した携帯電話向けプラットフォームであるAndroidを搭載した多機能電話機（スマートフォン）として世界最初に販売された携帯端末である。
台湾のHTC社が製造したこの携帯端末機は、北米では携帯電話キャリアのT-モバイル USAへ供給され、2008年10月22日より2年契約時の価格：179.99米ドルで販売されている。イギリスでは2008年11月、その他欧州各国では2009年第1四半期に発売が予定されている。
代表的な企業用メールサーバーであるMicrosoft Exchange Serverには対応していないため、ビジネス用途には制約がある。

## 構成・機能
キー操作形態では上面表示部が縦にスライドされる横長の本体に以下の機能を持つ。
- 数字行を含む5行のQWERTY配列キーボード
- 3.17インチの静電容量式タッチパネル
- 画面操作用トラックボール
- オートフォーカス300万画素内蔵カメラ
  - 顔認識機能をソフトで対応
- 無線LAN/Bluetooth
- GPS
- コンパス
- 加速度センサ
- microSDカードの空きスロットx1
- GSM/GPRS/EDGE/UMTS/HSDPA
- 850/900/1700/1800/1900MHz帯対応
- 米Qualcomm社製チップセット MSM7201A

### 他の特徴
- Googleサービスとの連携
  - スペースバー左に専用キーx1
  - 「YouTube」の動画再生可能
  - 「Google Maps」と搭載コンパス機能との連動

## 外形・重量
11.68cm x 5.49cm, 158.76g